# Futoshi Matsunaga
Pour les articles homonymes, voir Matsunaga.
Futoshi Matsunaga (松永 太, Matsunaga Futoshi), né le 28 avril 1961, est un tueur en série japonais, qui tua sept personnes avec sa complice Junko Ogata (緒方 純子, Ogata Junko).
Le 27 septembre 2007, il fut condamné à la peine de mort et Ogata aux travaux forcés à perpétuité.
Ses victimes sont :
- Kumio Toraya (虎谷 久美雄, Toraya Kumio?), 34 ans, emprisonné avec sa fille de dix ans en janvier 1996. Il meurt de faim le 26 février. Cette affaire est révélée lorsque la fille de Kumio parvient à s'enfuir le 6 mars 2002.
- La famille de Junko Ogata :
  - Takashige Ogata (緒方 誉?), 61 ans, père de Junko, tué le 21 décembre 1997 par électrocution.
  - Shizumi Ogata (緒方 静美?), 58 ans, mère de Junko, tuée le 20 janvier 1998 par strangulation.
  - Rieko Ogata (緒方 理恵子?), 33 ans, sœur de Junko, tuée le 10 février 1998 par strangulation.
  - Kazuya Ogata (緒方 主也?), 38 ans, mari de Rieko, mort le 13 avril 1998 de faim.
  - Yūki Ogata (緒方 優貴?), 5 ans, fils de Rieko, tué le 17 mai 1998 par strangulation.
  - Aya Ogata (緒方 彩?), 10 ans, fille de Rieko, tuée le 7 juin 1998 par strangulation.

Matsunaga a également emprisonné et menacé une femme de quarante-quatre ans et sa fille de trois ans de décembre 1996 à mars 1997. Il leur déroba finalement 5 600 000 yens.
Il a inspiré le film et la mini-série The Forest of Love de Sion Sono.